# حیات وحش گامبیا

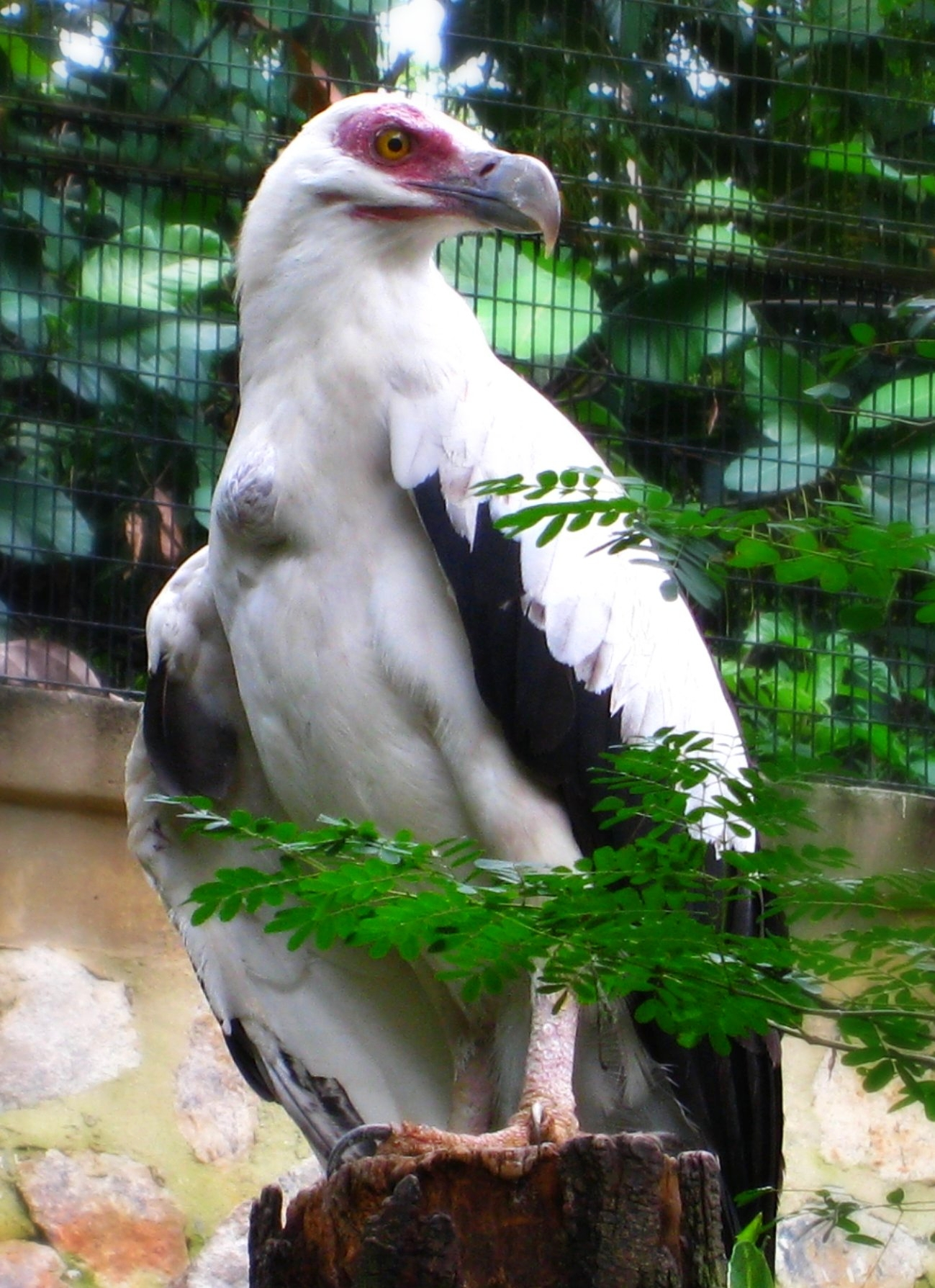
کرکس نخل در گامبیا

حیات وحش گامبیا متشکل از گیاگان و زیاگان این کشور در غرب آفریقا است. در گامبیا بیش از ۵۷۰ گونه پرنده یافت می‌شوند اما پستانداران چندان متنوع نیستند. در واقع، شکار بیرویه و از دست رفتن زیستگاه منجر به انقراض بیشتر پستانداران بزرگ آنجا از جمله گاومیش آفریقایی، سگ وحشی آفریقایی و گراز سرخ رودخانه شده است. با این حال، بیش از ۱۰۰ گونه پستاندار در این کشور زیست می‌کنند.

## جغرافیا
سرزمین مسطح گامبیا که آب آن توسط رود گامبیا تخلیه می‌شود، شامل چندین نوع زیستگاه است. این زیستگاه‌ها شامل ساحل، مانگرو، بانتو فاروس، تالاب، زمین‌های کشاورزی، زیستگاه‌های گرم‌دشت و ساحل صحرا، جنگل نواری و زیستگاه‌های شهری است.

## زیاگان

### پستانداران
بیشتر از ۱۰۰ گونه پستاندار در این کشور گزارش شده‌اند.

### پرندگان
بیشتر از ۵۰۰ گونه پرنده در گامبیا زیست می‌کنند.

## کتابشناسی
- Emms, Craig; Barnett, Linda & Human, Richard (2006). The Gambia. Bradt Travel Guides. ISBN 978-1-84162-137-1.
- Penney, David (2009). Field Guide to Wildlife of The Gambia: an introduction to common flowers & animals. Siri Scientific Press. ISBN 978-0-9558636-1-5.